# 숙원 이씨 (세종)
숙원 이씨(淑媛 李氏, 생몰년 미상)는 조선 세종의 후궁이다.

## 생애
숙원 이씨의 가계와 관련한 기록은 전무하며, 언제 태어났는지도 기록이 없어 알 수 없다.
1441년(세종 23년), 세종과의 사이에서 정안옹주를 낳았다. 이후 내명부 종4품 숙원(淑媛)에 봉해졌다. 1450년(세종 32년), 세종이 승하한 이후 궁궐에 머물다가 이후 자수궁으로 출궁하였다. 딸인 정안옹주는 1453년(단종 1년), 심선의 아들 심안의와 혼인하였고 1남 1녀를 두었으나 1461년(세조 7년) 10월, 21세의 나이로 세상을 떠났다.
숙원 이씨의 이후의 삶과 언제 사망하였는지 또한 기록이 없어 알 수 없다. 1490년(성종 21년), 숙원 이씨는 봉보부인을 통해 당시 국구였던 정현왕후의 아버지인 영원부원군 윤호에게 외손자인 심언(沈漹)의 관직을 청탁한 일로 물의를 빚었다. 윤호가 숙원 이씨의 서간을 읽고 별다른 반응을 하지 않아 성종이 사건을 무마하였다. 이 기록을 마지막으로 숙원 이씨와 관련한 기록은 남아있지 않다.

## 가족 관계
- 남편 : 세종(世宗, 1397~1450)
  - 딸 : 정안옹주(貞安翁主, 1441~1461)
  - 사위 : 청성위(靑城尉) 심안의(沈安義, 1438~1476)
    - 외손녀 : 심씨(沈氏, 1454~1514)[3]
    - 외손녀사위 : 최맹사(崔孟思, ?~1472)[3]
      - 외증손자 : 최인수(崔仁壽)
      - 외증손자 : 최인복(崔仁福)

    - 외손자 : 심언(沈漹)
    - 외손자부 : 문화 류씨(文化 柳氏)
      - 외증손자 : 심광붕(沈光鵬)